# 平原匪拳紀事
『平原匪拳紀事』（へいげんひけんきじ）は、清朝末期の義和団の乱の際に当時の平原県知県の蒋楷によって1900年に書かれた記録。
著者の蒋楷が勤めていた平原県は義和団の北上ルート上にあったが、彼は義和団は実質上の暴徒であると看做して弾圧を行った。ところが、上官である毓賢は秘かに義和団に同情を寄せて列強勢力追放を行おうと計画し、蒋楷を1900年9月に逆に命令違反で罷免した。
これに憤慨した蒋楷がこれまでの調査を元に自己の正当性と義和団への警告の意味を込めて著したのが同書である。
初期義和団の動向やそれに対する地方当局の動きなどが詳細に記されている。